# Nathan Moriah-Welsh
Nathan Daniel Moriah-Welsh (* 18. März 2002 in London) ist ein guyanisch-englischer Fußballspieler, der bei Mansfield Town in der EFL League One unter Vertrag steht. Er wurde in England geboren und spielt für die Nationalmannschaft von Guyana.

## Karriere

### Verein
Moriah-Welsh wurde in Chelsea, einem Stadtteil der englischen Metropole London geboren. Er begann seine Karriere als Kind beim Amateurverein Old Isleworthians, bis er 2009 zum FC Chelsea wechselte. Zwei Jähre später wechselte er innerhalb von London zum FC Brentford, für den er sechs Jahre in der Jugendakademie spielte. Ab 2017 war er für ein Jahr beim etwa 60 km von London entfernten FC Reading aktiv, bevor er im Sommer 2018 zum AFC Bournemouth in den Südwesten Englands wechselte.
In der Saison 2021/22 stand er an sieben Spieltagen im Mannschaftskader der ersten Mannschaft in der EFL Championship. Er gab sein Debüt für Bournemouth in der dritten Runde des FA Cups, bei einem 3:1-Auswärtssieg gegen Yeovil Town am 8. Januar 2022.
Am 10. August 2022 wechselte Moriah-Welsh für die Saison 2022/23 auf Leihbasis zum walisischen Verein AFC Newport County der am Spielbetrieb der vierthöchsten Liga in England teilnahm. Sein Debüt für den Verein gab er am 16. August 2022 als Einwechselspieler in der zweiten Halbzeit bei einer 2:3-Niederlage gegen Salford City. Sein erstes Tor für den Verein erzielte er vier Tage später bei einem 2:1-Sieg in der Liga gegen die Tranmere Rovers. Bis zum Ende der Saison konnte er 38 Ligaspiele vorweisen, davon zehn als Einwechselspieler, in denen er drei Tore erzielte.
Moriah-Welsh wechselte im Januar 2024 für eine nicht genannte Ablösesumme zum schottischen Erstligisten Hibernian Edinburgh.
Im Juni 2025 kehrte Moriah-Welsh zurück nach England und wechselte für eine nicht genannte Ablösesumme zum Drittligisten Mansfield Town.

### Nationalmannschaft
Moriah-Welsh wurde in England geboren und war neben dem englischen Verband auch für den von Guyana und Grenada spielberechtigt. Er entschied sich, für Guyana zu spielen, und gab sein Länderspieldebüt für die Guyanische Fußballnationalmannschaft am 30. März 2021 bei einem 4:0-Sieg gegen die Bahamas als er für Trayon Bobb eingewechselt wurde. In seinem neunten Länderspiel am 11. Juni 2022 erzielte Moriah-Welsh sein erstes Tor für Guyana gegen Haiti. Drei Tage später trug Moriah-Welsh zum ersten Mal die Kapitänsbinde der Nationalmannschaft, nachdem der eigentliche Kapitän Sam Cox ausgewechselt wurde.